# Colbordolo
Colbordolo – była gmina i od 1 stycznia 2014 r. jedna z frakcji (wł. frazioni) gminy Vallefoglia we Włoszech, w regionie Marche, w prowincji Pesaro i Urbino.
Według danych na rok 2004 frakcję zamieszkiwało 5081 osób, 188,2 os./km².